# Padri e figli (miniserie televisiva 2005)
Padri e figli è una miniserie televisiva italiana trasmessa nel 2005 da Canale 5. La canzone che accompagna i titoli di testa e di coda è Prima di Daniele Silvestri.

## Trama
La miniserie narra la storia di una famiglia romana, dove sia il marito che la moglie lavorano in un consultorio: lui come psicologo, lei come ginecologa.